# Ludwig van Beethoven
Ludwig van Beethoven (pronunciació d'alemanya en transcripció AFI: [ˈb̥e:tʰofɱ̹], pronunciació catalana habitual: [betóvən]) ( ? i  escolteu-ne la pronunciació en alemany) (Bonn, Alemanya, 16 de desembre de 1770 - Viena, Àustria, 26 de març de 1827) fou un compositor, director d'orquestra i pianista alemany. El seu llegat musical es va estendre, cronològicament, des del classicisme fins a començaments del romanticisme.
Considerat l'últim gran representant del classicisme vienès o escola de Viena (després de Christoph Willibald Gluck, Joseph Haydn i Wolfgang Amadeus Mozart), Beethoven va reeixir a fer transcendir la música del romanticisme, i va influir en moltes obres musicals al llarg del segle xix. El seu art es va expressar en nombrosos gèneres i, tot i que les simfonies van ser la font principal de la seva popularitat internacional, el seu impacte va resultar ser sobretot significatiu en les obres per a piano i música de cambra.
La seva producció inclou els gèneres pianístics (32 sonates per a piano), de cambra (16 quartets de corda, 7 trios per a piano, 5 trios de corda, 10 sonates per a violí i piano, 5 sonates per a violoncel i piano), sacra (dues misses, un oratori: Crist en el Mont de les Oliveres), vocal (una òpera: Fidelio, música incidental i lieder), concertant (5 concerts per a piano i orquestra, un concert per a violí i orquestra, un triple per a violí, violoncel, piano i orquestra) i orquestral (9 simfonies, obertures, un ballet: Les criatures de Prometeu, etc.).
La música del quart moviment de la novena simfonia està basada en el Cant de joia de Friedrich von Schiller i va ser triat com a himne de la Unió Europea.

## Biografia

### Infantesa a Bonn
Va néixer a Bonn al si d'una família humil d'origen brabançó. Els seus avantpassat eren originaris del poble de Bettenhoven (avui Bettincourt) a Haspengouw. A final del segle xv, un Jan van Bettehoven (ca. 1485-1571) ja vivia a Kampenhout, prop de Mechelen. Aquest va ser el setè besavi de Ludwig.

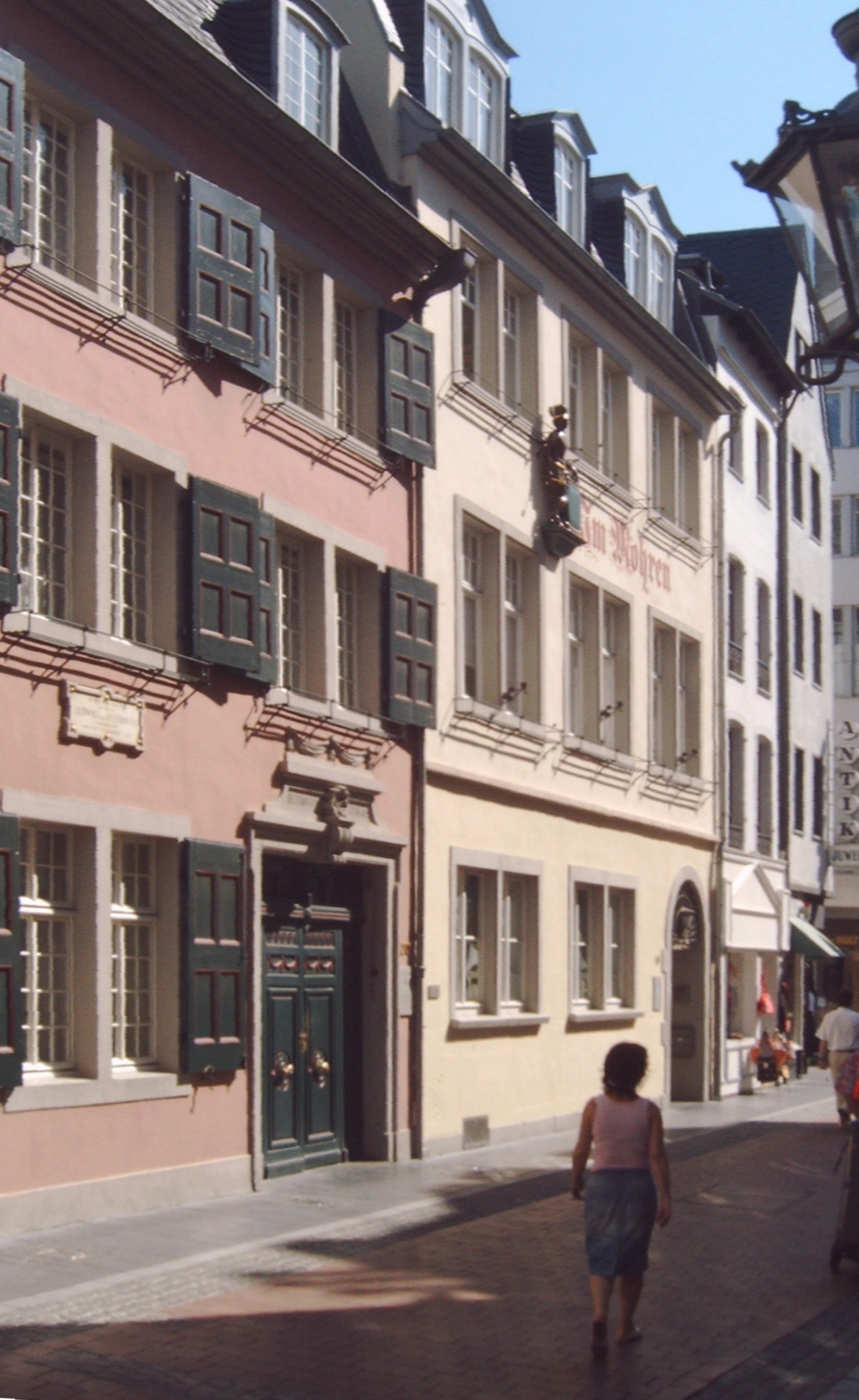
Casa de Beethoven a Bonn

Era el segon fill de Johan van Beethoven, originari de Mechelen als Països Baixos austríacs i de Magdalena Keverich. El seu pare era pianista, violinista i cantant a la capella del príncep-arquebisbe Clemens. La seva mare era filla d'un inspector de les cuines del príncep.
L'avi de Beethoven, Louis, era un violinista virtuós, que esdevé, de molt jove, director de l'escolania de l'església de sant Pere a Lovaina. Al voltant de 1733 es va traslladar a Bonn per ocupar el càrrec de Hofmusicus ('músic de la cort'). El príncep Clemens August aprecia el seu talent i el nomena mestre de capella de la cort; però Louis, d'acord amb la tradició més sòlida burgesa, no es decideix a viure dels minvats ingressos que li proporciona la música. Munta un negoci de vins i es casa amb una alemanya dolça i malenconiosa, Maria-Josepha Poli, que l'estima tant pels seus dots musicals com pel seu celler ben proveït. Louis, de ment seriosa i vigorosa, reunia en si mateix les virtuts característiques de la família, i els records més feliços de la infantesa de Beethoven estaven centrats en la seva figura honorable i patriarcal.

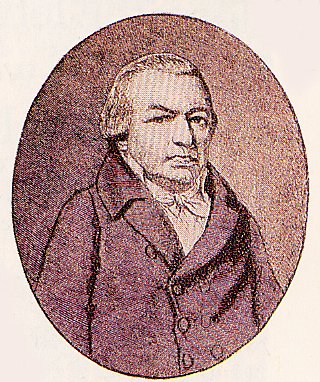
Johann von Beethoven, pare de Ludwig

El fill de Louis, Johann, va heretar poques de les habilitats del seu pare, però va ser un veritable fill de la seva mare, la qual, amb el temps, l'alcoholisme va obligar el seu marit a confinar en un convent; el negoci de vinater que Kapellmeister Beethoven va mantenir per complementar el seu sou professional probablement va ser una font de temptació per a la seva esposa i fill. Quan, el 1767, Johann es va casar amb Maria Magdalena, filla del cuiner personal de l'Elector i vídua d'un tal Laym, un criat d'Ehrenbreitstein, Louis es va oposar al casament, però més tard sembla que hi va haver una reconciliació i el vell home va ser el padrí de dos dels fills grans de Johann. Tot i això, el seu plaer pels nets no va durar gaire, ja que el 1773 va morir i amb ell va marxar la bona estrella de la família.

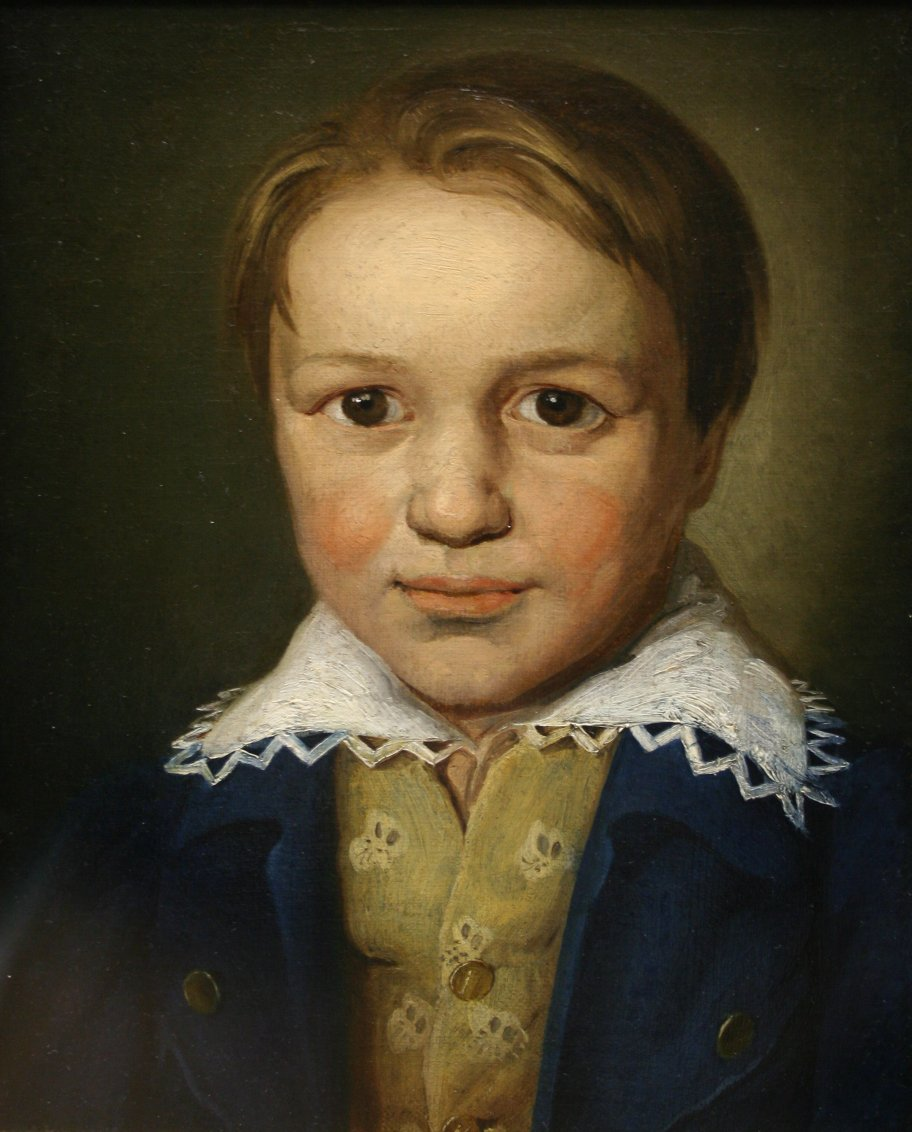
Retrat de Beethoven als 13 anys

La família viu en unes discretes golfes de la Bonngasse, que serà el primer observatori des d'on el petit Ludwig van Beethoven contemplarà el Rin. El seu pare no guanya prou amb la seva ocupació a la cort, i la infantesa de Ludwig transcorre en una atmosfera bohèmia i sòrdida, entristida per les preocupacions econòmiques. El petit Beethoven coneix molt aviat la humiliació d'acudir a la policia per identificar el seu pare entre els borratxos capturats.
El pare de Ludwig ha passat a la història com un ésser maligne, rèprobe i llicenciós, vulgar explotador dels talents del seu fill. Resulta gairebé impossible refutar aquest estereotip, ja que en va donar proves abundants durant la seva vida. El seu pare estava molt impressionat pel fet que Mozart feia concerts a set anys i volia que el seu fill seguís els seus passos. Amb la intenció de fer de Ludwig un nou nen prodigi, va començar a ensenyar-li piano, orgue i clarinet a primerenca edat. Tanmateix, l'estudi musical va coartar el desenvolupament afectiu del jove, que amb prou feines es relacionava amb altres nens. En meitat de la nit, Ludwig era tret del llit perquè toqués piano als coneguts de Johann, a qui volia impressionar; això causava que estigués cansat a l'escola. Ja era usual que deixés d'assistir a classes i es quedés a casa per practicar música.
Com a contrapès al violent caràcter del pare, Maria Magdalena, de naturalesa tendra i afectiva, va ser refugi constant per al petit Ludwig.

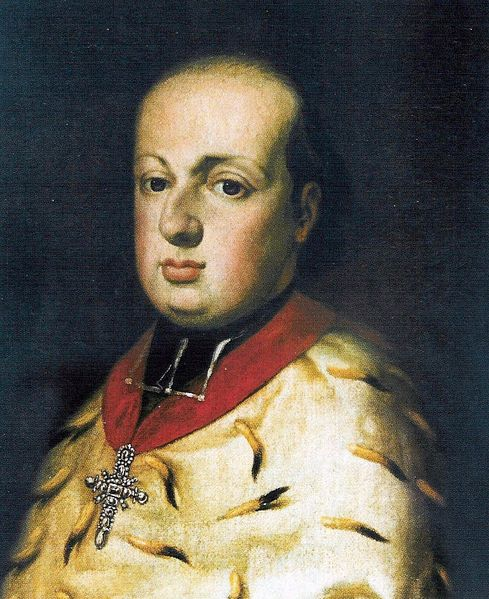
Ludwig és contractat com a músic a la cort del príncep elector de Colònia Maximilià Francesc

El 26 de març de 1778, quan tenia 7 anys, Beethoven va realitzar la primera actuació en públic a Colònia. El seu pare va afirmar que l'edat de Ludwig era de 6 anys, perquè així la seva actuació semblés més prodigiosa. Per això, sempre es va creure que Beethoven era més jove del que era en realitat. Com que el talent musical i pedagògic del seu pare era limitat, Ludwig va començar a rebre classes d'altres professors, com per exemple un flautista anomenat Pfeiffer, que també es dedicava a la beguda. Els seus avenços van ser significatius, sobretot en la interpretació de l'orgue i la composició, guiat per músics experimentats com Christian Gottlob Neefe, organista de la cort. Neefe va ser un professor molt important i influent en la seva instrucció i va saber valorar immediatament el nivell excepcional de Ludwig. A més de transmetre-li coneixements musicals, Neefe va donar a conèixer a Beethoven les obres dels pensadors més importants, tant antics com contemporanis. Neefe s'ocupà gelosament de la formació cultural de Beethoven i l'inicià tant en el coneixement dels clàssics com en el dels poetes moderns; Shakespeare, Lessing, Friedrich von Schiller, Klopstock i Goethe seran els seus escriptors preferits.
El 1782, quan tenia onze anys, Beethoven va publicar la primera composició titulada 9 Variacions sobre una Marxa d'Ernst Christoph Dressler. Un any després, Neefe va escriure a la Revista de Música sobre el seu alumne: "Si continua d'aquesta manera, serà sens dubte el nou Mozart". El juny del següent any, Ludwig és contractat com a músic a la cort del príncep elector de Colònia Maximilià Francesc d'Àustria, per recomanació de Neefe, que el protegeix i li assigna un substanciós sou de 170 florins. Aquest lloc li va permetre freqüentar la música dels vells mestres de capella, a més de facilitar-li l'entrada a nous cercles socials, en els quals es trobaven alguns dels que serien els seus amics durant tota la vida, com la família Ries, els von Breuning (a la casa dels quals va conèixer els clàssics i va aprendre a estimar la poesia i la literatura), el violinista Karl Amenda o el doctor Franz Gerhard Wegeler (amb qui anys més tard viatjaria a Viena).
Compon llavors els seus primers concerts i quartets, que poden considerar-se valuosos esbossos de la seva obra posterior.

### El primer viatge a Viena

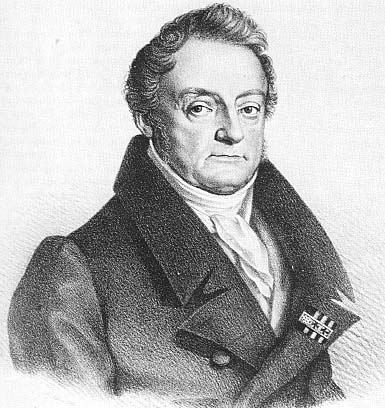
El comte Waldstein

Beethoven troba una via d'escapatòria de la pressió familiar quan la primavera de 1787, amb 17 anys, sota el patrocini del príncep elector i del comte Ferdinand Waldstein, viatja a Viena per conèixer Mozart. L'atzar va disposar que la trobada entre aquests dos grans esperits es produís en un mal moment. El jove Mozart acabava de perdre el pare i vivia una dolençosa crisi de malenconia.
Al cap de poc, la seva mare va emmalaltir greument i el seu pare li va demanar per carta que tornés a Bonn immediatament. Va morir finalment de tuberculosi el 17 de juliol de 1787. Després d'aquest fet, Beethoven va començar a exercir el paper del seu pare dins de la llar familiar, ja que, després de la mort de la seva mare, el seu pare va entrar en depressió i la seva dependència de l'alcohol es va incrementar i, per això, va ser incapaç de cuidar els seus germans menors. A causa del seu alcoholisme, Johann van Beethoven va ser detingut i empresonat. Després d'això, el jove Ludwig va haver d'assumir la responsabilitat i es va veure obligat a mantenir els seus germans i a si mateix, tocant el violí amb una orquestra i fent classes de piano durant cinc anys, mentre que el seu pare continuava pres. El seu pare va morir finalment el 18 de desembre de 1792.

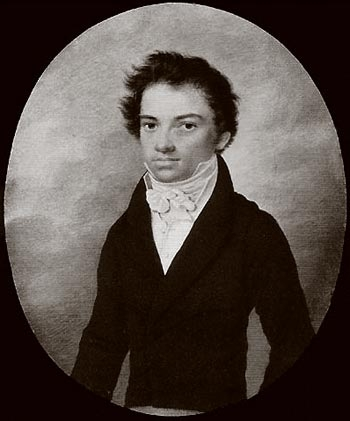
Beethoven el 1788

La formació de Beethoven deixava bastant a desitjar en gairebé tots els aspectes que no fossin musicals (i fins i tot en aquest hi havia motius per a la desconfiança). Aquest buit cultural va ser afectuosament omplert per diferents persones, algunes de les quals tindrien gran influència en el músic fins als últims anys de la seva vida. Molt en primer lloc s'han de citar els Breuning. La mare d'aquesta família, una intel·ligent i distingida vídua, contractaria Beethoven com a professor de música dels seus quatre fills, però aviat el jove músic va ser tractat com un íntim, i la senyora Von Breuning va passar a ser una segona mare per a l'artista, alhora que mentora i mestra. A ella va deure Beethoven els seus coneixements de francès, el perfeccionament del llatí i l'aprenentatge de no poca aritmètica, així com el primer contacte profund i fructífer amb la millor literatura alemanya.
El comte Ferdinand Waldstein, que l'havia portat a Viena, va ser un dels primers admiradors de l'art de Beethoven i, igual com Stephan von Breuning, fill de la senyora Von Breuning, seria una de les persones més properes al músic durant molts anys. El mateix es pot dir de Franz Anton Ríes i del seu fill Ferdinand: aquell va ser professor de violí de Beethoven i una de les primeres persones a apreciar el talent creatiu del noi; Ferdinand seria un dels més assidus companys de Beethoven a Viena.

### Segon i definitiu viatge a Viena
Les primeres cantates compostes per Beethoven serviran perquè Haydn, de passada per Bonn, conegui el jove compositor i es decideixi a tenir-lo com a deixeble a Viena. Beethoven marxa alegrement cap a Viena, on espera acabar una composició sobre un tema que l'ha fascinat des de la infantesa: L'oda An die Freude de Friedrich von Schiller.
El desembre de 1792, cinc anys i mig després de la mort de la seva esposa, Johann van Beethoven va morir a Bonn. Ludwig, que tenia aleshores vint-i-dos anys, va entendre que els seus lligams amb la seva ciutat natal eren ja molt febles, i abans d'acabar l'any es va traslladar a Viena, on residiria fins a la seva mort. El príncep elector de Bonn torna a finançar un viatge a Viena.
Beethoven va arribar a Viena en un moment privilegiat, quan Mozart acabava de deixar el seu tron vacant i la ciutat troba un refugi, encara que no la seva plenitud, en l'inesgotable Haydn. Beethoven admira l'autor de La flauta màgica, però el seu músic preferit sempre fou Händel: «És el compositor més gran de tots els temps -va dir-, i jo m'agenollo davant d'ell.»
El primer contacte el va tenir amb Joseph Haydn, compositor cap al qual sentia admiració i respecte. La relació amb Haydn, però, va ser poc fructífera. L'autor de Les estacions era una persona lànguida i distreta, poc apta per a acceptar el temperament violent i apassionat del jove Beethoven. Les relacions amb Haydn van ser difícils. Poc després del seu distanciament amb Haydn, Beethoven va acudir a un altre mestre: Albrechtsberger, una eminència en l'art del contrapunt. Amb ell, Beethoven es va mostrar més tolerant i la relació es va prolongar per espai d'un any. Entre 1793 i 1794, Beethoven freqüentà així mateix un altre famós pedagog, Johann Schenk. Tanmateix, el més durador dels mestres de Beethoven a Viena fou un italià, el famós Antonio Salieri, mestre de capella de la cort i director d'òpera afamat. Beethoven creia fermament en la importància d'aquest aprenentatge, ja que va prolongar les seves lliçons amb Salieri fins a 1802, és a dir, per espai de més de vuit anys. Fins i tot després d'aquesta data, Beethoven va recórrer diverses vegades al consell del músic italià. Beethoven també cita diverses vegades en els seus escrits Aloys Förster com el seu mestre en l'escriptura de quartets.

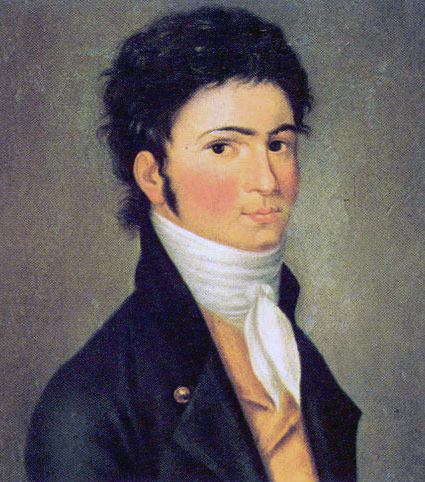
Beethoven el 1801 pintat per Carl Traugott Riedel

Durant aquest període, va tenir diversos duels musicals amb altres pianistes. El primer va ser el 1792 durant un viatge amb l'orquestra de la cort, en el qual va tocar amb Franz Sterkel, executant obres de l'esmentat compositor. El 1800, va tenir lloc el famós duel (al palau de Lobkowitz) en què Daniel Steibelt el va reptar a tocar junts. En l'esmentada ocasió, Beethoven va prendre partitures d'una obra d'aquest modificant-les (al mateix temps que les anava tocant) amb tanta gràcia, que Steibelt va declarar que no tornaria a Viena mentre Beethoven hi visqués i va abandonar la ciutat, i es dirigí a París.
Beethoven estava obsessionat a guanyar diners. Durant diversos anys, els anteriors a l'accentuació de la sordesa, Beethoven obté substanciosos ingressos mitjançant tres fonts principals: les actuacions en públic com a pianista, ja que des de molt aviat destaca com a virtuós del teclat; l'ensenyament, camp en el qual va buscar la clientela més selecta i acomodada possible
(d'acord amb les seves apetències burgeses); i, finalment, l'organització de concerts, basats en música pròpia o aliena, tasca empresarial en la qual Beethoven destaca com a promotor de gires i tournées. Gràcies a tot això i a la protecció dels seus mecenes, el 1801 té resolts tots els seus problemes econòmics. Disposa de totes les comoditats d'una llar burgesa: lacais, muntura, luxoses companyies femenines...

### L'èxit a Viena
Amb 24 anys va publicar la primera obra important: tres trios per a piano, violí i violoncel (Opus 1) i l'any següent, el 1795, va realitzar el primer concert públic a Viena com a compositor professional, on va interpretar les seves pròpies obres. Aquell mateix any va proposar matrimoni a Magdalena Willman, però aquesta es va negar. Posteriorment, va realitzar una gira per Praga, Dresden, Leipzig, Berlín i Budapest. El 1796 va publicar tres sonates per a piano (Opus 2). La cort, la noblesa i l'Església vieneses van acollir la música de Beethoven i es van convertir en mecenes i protectores del jove músic. Eren freqüents les disputes entre aquests estaments i el compositor, a causa del caràcter fort i impulsiu del músic, però aquest fet li va fer guanyar un gran respecte a la ciutat. Entre els seus mecenes es trobaven personalitats com el príncep Karl von Lichnowsky i el baró Gottfried van Swieten. Per aquella època es va deslligar de Haydn, amb el qual no coincidia musicalment, però a qui, malgrat això, va dedicar els tres trios.
El 1800 Beethoven va organitzar un nou concert a Viena en el qual va realitzar la presentació de la seva primera simfonia. La seva activitat musical anava en augment i també va donar classes de piano entre les joves aristòcrates, amb qui va mantenir romanços esporàdics.
Aviat es va tenir a Viena la impressió que Beethoven era una mica més que un pianista professional de primer ordre o un bon -encara que temible- mestre de teoria musical. No obstant això, tampoc no pot afirmar-se que els seus contemporanis veiessin en Beethoven el geni reconegut en l'actualitat. Als vienesos de 1800, la música de Beethoven, amb les seves ocurrències al començament de la primera simfonia potser els va semblar esnob. Quan Beethoven va assolir el just tribut que mereixia va ser gràcies a una música que difícilment no podia comparar-se amb el que llavors estava de moda, una música que invocava una visió enterament nova, més enllà de l'horitzó de l'època en què estava escrita.

### La sordesa
En una carta dirigida al seu metge Wegeler, Beethoven accepta que porta una vida d'ermità; durant gairebé dos anys ha tractat d'evitar tota companyia, senzillament perquè li fa vergonya dir a la gent que és sord. Que si està a certa distància dels instrumentistes o dels cantants, no pot sentir les notes més agudes; que, en les converses, és sorprenent que encara hi hagi gent que no hagi notat el seu problema; habitualment simula ser absent i ells atribueixen a això els seus silencis.

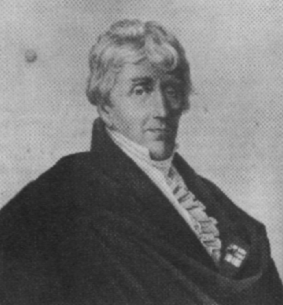
Franz Gerhard Wegeler (1765-1848), doctor i amic des de la infantesa de Beethoven

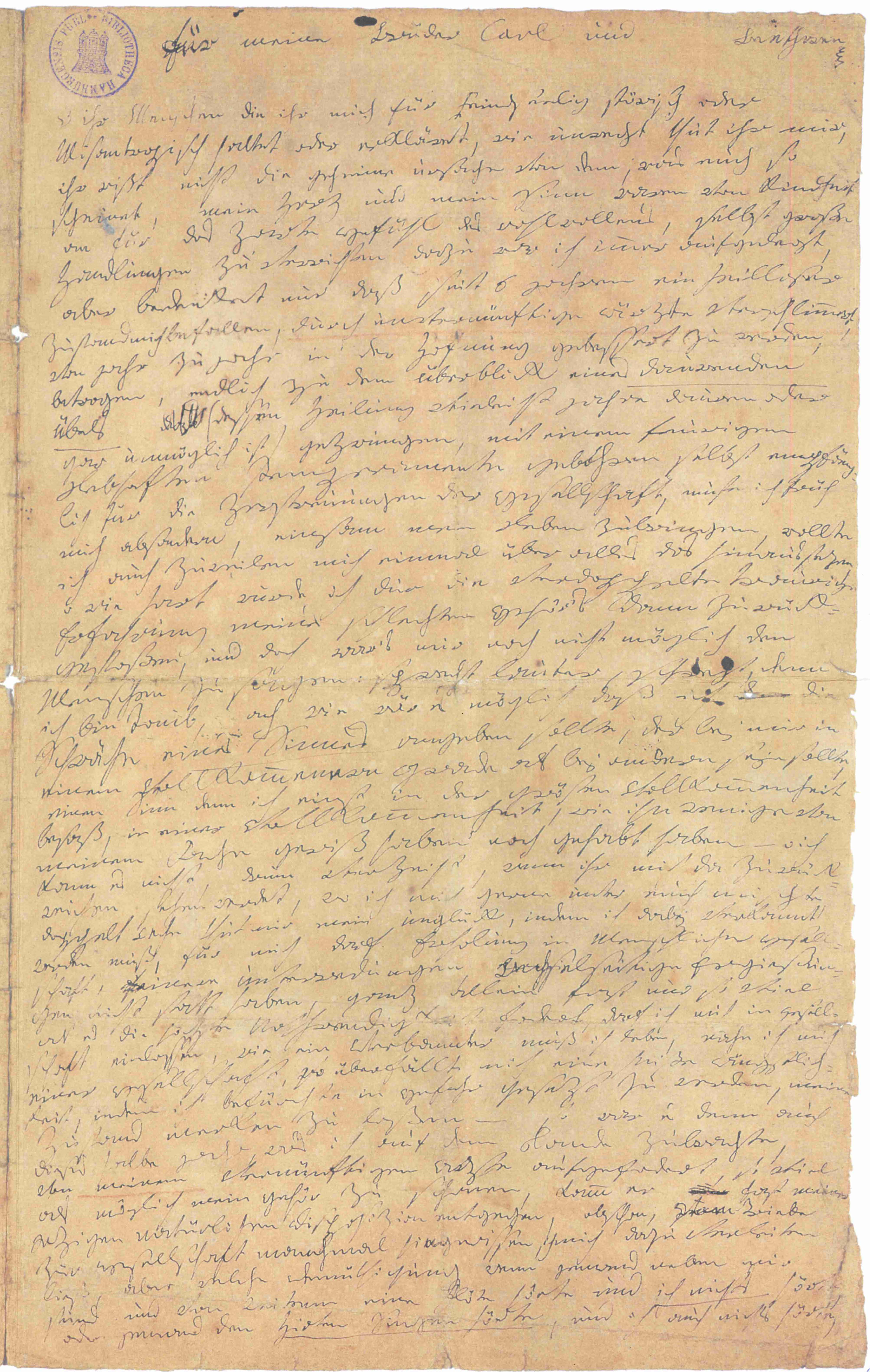
Fragment manuscrit del testament de Heiligenstadt

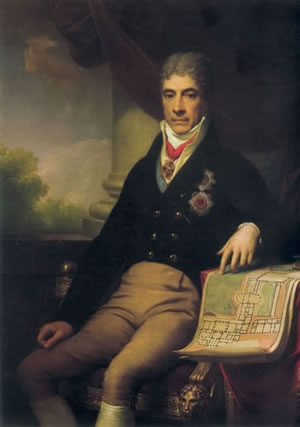
El comte Razumovski

L'estiu de 1802 Beethoven es va instal·lar en una localitat propera a Viena, anomenada Heiligenstadt. Allà, en una atmosfera de pau, es va produir una profunda transformació en l'ànim del músic, sostinguda per intensos períodes de meditació. Va contemplar el discurs de la vida, va fer balanç del realitzat, va entreveure els anys venidors i va pressentir la possibilitat de la mort. El fruit d'aquestes reflexions va ser l'anomenat testament de Heiligenstadt, en què expressa la seva desesperació i disgust davant de la injustícia que un músic pogués tornar-se sord, una cosa que no podia concebre ni suportar. Fins i tot va arribar a plantejar-se el suïcidi, però la música i la seva forta convicció que podia fer una gran aportació al gènere van fer que continués endavant. En l'esmentat testament, va escriure que sabia que encara tenia molta música per descobrir, explorar i concretar. Resulta significatiu que, després del testament de Heiligenstadt, la primera obra de l'any 1803 fos l'Heroica.

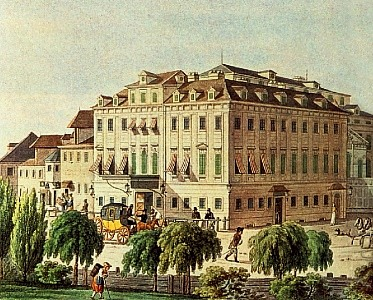
El Theater an der Wien tal com el va trobar Beethoven

En aquell mateix any, l'empresari i llibretista Emmanuel Schikaneder va contractar Beethoven com un dels compositors fixos del seu nou teatre, l'An der Wien. La posterior adquisició de l'esmentat teatre pel baró Van Braun va posar fi a les relacions de Beethoven amb el gènere líric, que, malgrat la seva brevetat, havien generat una obra mestra: Fidelio, l'única òpera del mestre.
Durant l'estiu, Beethoven abandonava Viena, per instal·lar-se a les viles veïnes, com ara Oberdöbling, Unterdöbling, Mödlinq, Hetzemdorf o Nussdorf. En bona part, les simfonies cinquena i sisena van ser redactades en aquests espais estiuencs. Beethoven sentia un enorme amor cap a la natura. El que l'atreia de la vida a la campanya eren els llargs passeigs solitaris, la visió dels espais oberts i, en certa manera, l'absència de companyia humana, que li evitava la humiliació de la seva falta d'oïda, la qual augmentava de dia en dia i tan funestament es manifestava quan el músic es veia obligat a aparèixer en societat.
Beethoven va rebre el 1805 l'encàrrec del seu amic el comte Razumovski d'escriure tres quartets, cada un dels quals hauria de contenir una cita d'un tema rus. Aquesta comissió es va traduir posteriorment en el famós grup de peces de l'Opus 59. L'estrella de Rasumovski va conèixer l'esplendor més alta durant el Congrés de Viena (1814-1815), en el qual va rivalitzar amb l'emperador en la brillantor de les seves festes. El 1810 compon la «Bagatel·la en la menor» (WoO 59), dedicada a la pianista Therese Malfatti (1792-1851), de la qual era enamorat. Per a raons encara no totalment clarificades, va esdevenir famós amb el títol de «Per a Elisa».

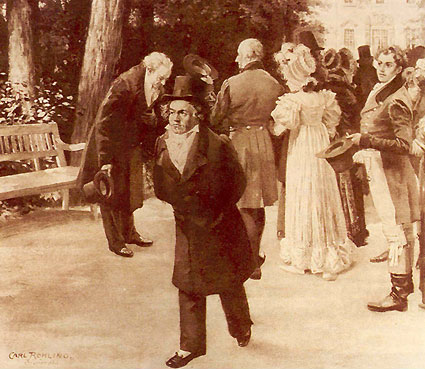
L'incident de Teplice

El 1812, Beethoven es trasllada al balneari de Teplice i durant la seva estada va escriure la carta a l'estimada immortal, que va provocar multitud d'especulacions sobre la seva destinatària, encara que mai no s'ha pogut esbrinar amb exactitud. El 1977, el musicòleg nord-americà Maynard Solomon va afirmar que la carta anava dirigida a Antonie Brentano, l'esposa d'un mercader de Frankfurt i mare de quatre fills. A causa del seu sentit ètic i la seva por del matrimoni, Beethoven va abandonar aquesta relació, malgrat els conflictes emocionals que li causà. El juliol d'aquell any, Elizabeth von Arnim va organitzar una trobada entre el compositor i Johann Wolfgang von Goethe. Més tard, la comtessa va publicar la seva correspondència amb Goethe i, en una de les cartes al comte Hermann von Pückler-Muskau, va relatar un esdeveniment que, pel que sembla, hauria passat a l'esmentat balneari aquell mateix estiu, quan Beethoven i Goethe es van trobar per primera vegada. Ambdós passejaven per l'albereda del balneari i, de sobte, va aparèixer davant d'ells l'emperadriu amb la seva família i la cort. Goethe, en veure'ls, es va fer a un costat i es va treure el barret. En canvi, el compositor se'l va calar encara més i va seguir el seu camí sense reduir el pas, fent que els nobles es fessin a un costat per saludar. Quan van estar a una certa distància, es va detenir per esperar Goethe i dir-li el que pensava del seu comportament "de lacai".

### Problemes econòmics

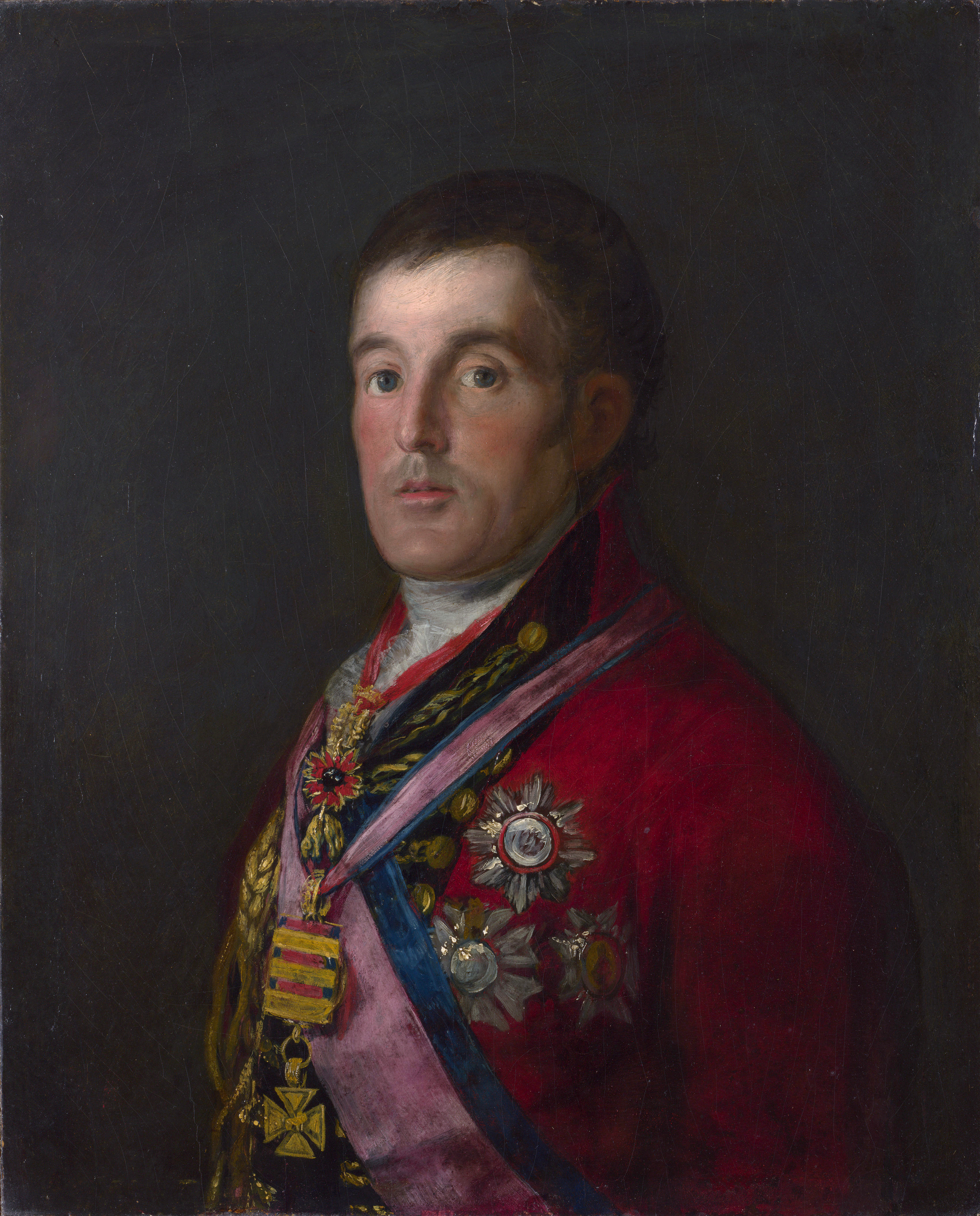
L'obra orquestral La victòria de Wellington va ser composta com a homenatge a la victòria sobre els exèrcits napoleònics a la Batalla de Vitòria per part del Duc de Wellington i va assolir gran popularitat.

Beethoven havia entaulat contacte amb l'inventor Johann Mäzel, que li va construir diversos instruments per ajudar-lo amb les seves dificultats auditives, com cornetes acústiques o un sistema per a escoltar el piano. La seva obra orquestral La victòria de Wellington va ser composta el 1813 per ser interpretada amb un panharmònic, un altre dels invents de Mäzel. Aquesta obra era un homenatge a la victòria sobre els exèrcits napoleònics en la batalla de Vitòria per part del duc de Wellington i va assolir gran popularitat, a més de tornar veritablement famós el compositor, cosa que li va procurar grans ingressos. Tanmateix, ell mateix la va qualificar d'"escombraries" (no diria una cosa així de cap altra obra seva) i avui està completament oblidada. L'invent de Mäzel que més va impressionar el compositor va ser el metrònom i va escriure cartes de recomanació a editors i va començar a realitzar anotacions a les partitures amb els temps del metrònom perquè les seves obres s'interpretessin com ell les havia concebudes. En aquella època, van començar els problemes econòmics del compositor, ja que un dels seus mecenes, el príncep Lobkowitz, va sofrir una fallida econòmica i el príncep Kinsky va morir en caure d'un cavall, i els seus hereus van decidir no pagar les obligacions financeres que el príncep havia contret amb el músic.
El 1814 va acabar la setena i vuitena simfonies i va reformar l'òpera Fidelio, que va ser un gran èxit, tant d'afluència de públic com econòmic, igual com la resta de concerts que va realitzar en aquella època. Aquell mateix any va tenir lloc el congrés de Viena, que va reunir a la ciutat a nombrosos mandataris que decidien el futur d'Europa després de la derrota de Napoleó. Aquest va ser un dels moments de glòria de Beethoven, ja que va ser convidat en moltes ocasions a participar en els múltiples concerts que es van donar en les celebracions i va ser rebut amb admiració i reconeixement.

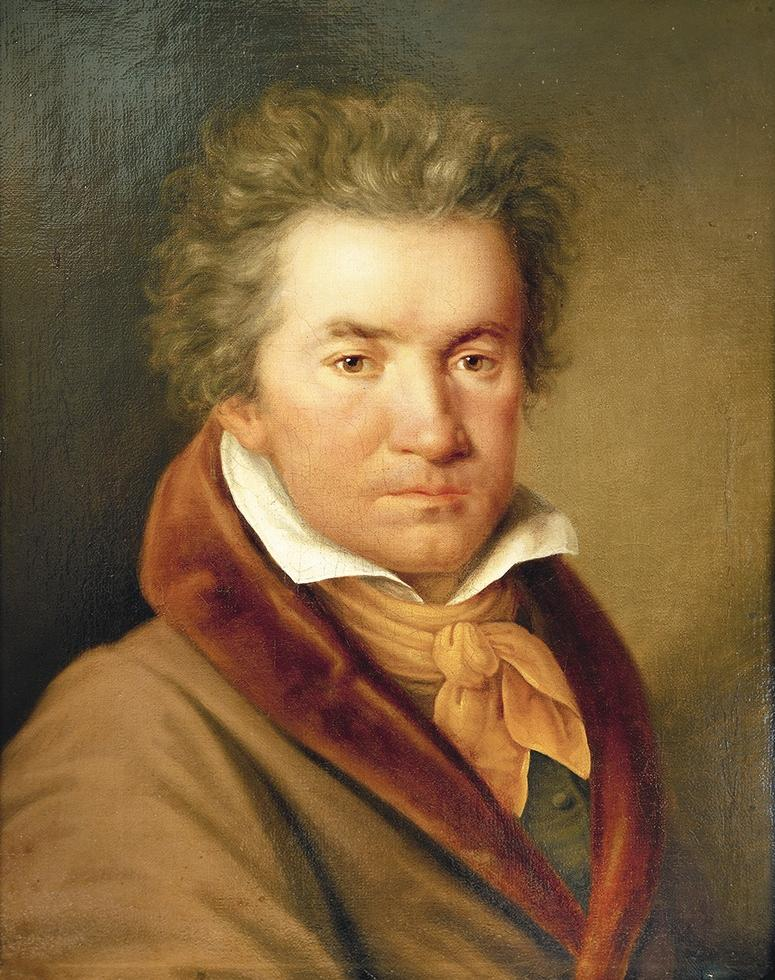
Beethoven el 1815. Retrat de J. Willibrord Mähler

Després de la mort del seu germà Kasper Karl el 15 de novembre de 1815, va prendre la decisió d'acollir el seu nebot Karl, de 9 anys, en contra de la voluntat de la seva cunyada. En els anys compresos entre 1815 i 1820 va dedicar gran part de les seves energies i el seu temps a la batalla legal per guanyar la custòdia del seu nebot Karl. Aquest esforç li va suposar deixar pràcticament de compondre, tot i que va aconseguir els seus dos "èxits" més grans en aquesta època. En vèncer en els tribunals amb el cas de la custòdia, es va dedicar a la formació musical de Karl amb falses esperances, ja que el noi no tenia dots musicals. Un dels professors amb qui va comptar el seu nebot va ser Carl Czerny, que posteriorment va ser professor de Franz Liszt i abans havia estat alumne del mateix Beethoven. La preocupació pels diners, que va acompanyar Beethoven des dels dies de la infantesa pel fet d'haver de proveir la seva família, el va ocupar en aquest període com mai. Els editors no confiaven en ell, car no complia les seves promeses d'exclusivitat i demanava constantment més diners per les seves obres. Segons el seu biògraf Emil Ludwig, d'aquest període no hi ha ni una sola carta en la qual no es tracti, almenys tangencialment, de problemes de diners.
Després de 1815, Bonaparte va ser definitivament derrotat i el canceller austríac Klemens von Metternich va instaurar un règim policíac per impedir rebrots revolucionaris. Beethoven va ser una veu crítica del règim. En aquesta època, el seu nom era molt respectat en l'imperi i a Europa occidental, sobretot a Anglaterra, en part gràcies a l'èxit de La victòria de Wellington. Però l'ascens de Gioachino Rossini i l'òpera italiana, que Beethoven considerava poc seriosa, el va col·locar en segon pla.
El 1816 va realitzar el primer esbós de la novena simfonia i, dos anys més tard, el seu antic alumne i benefactor l'arxiduc Rudolf va ser nomenat cardenal, motiu pel qual Beethoven va començar a compondre la Missa Solemnis, encara que no va estar acabada abans de la cerimònia d'entronització. El 1822 Beethoven es va veure amb Rossini a Viena, ciutat en la qual aquest estava obtenint grans èxits. A causa de les dificultats amb l'idioma i la sordesa de Beethoven la trobada va ser breu.

### Darrers anys a Viena
Beethoven va passar els últims anys de la seva vida gairebé totalment aïllat per la sordesa, relacionant-se només amb alguns dels seus amics amb els "quaderns de conversa", que li van servir com a mitjà de comunicació. El seu últim gran èxit va ser la novena simfonia, acabada el 1823. En els tres anys finals es va dedicar a compondre quartets de corda i la Missa Solemnis. El 13 d'abril d'aquell any va conèixer Franz Liszt, que llavors tenia 11 anys, durant un concert del compositor hongarès i el va felicitar per la seva interpretació. Anys més tard, Liszt va transcriure totes les simfonies de Beethoven per a piano i va ser un destacat intèrpret de la seva obra. L'estrena de la novena simfonia va tenir lloc el 7 de maig de 1824 i va ser un rotund èxit malgrat les dificultats tècniques que la simfonia comportava.
La salut del mestre va decaure inexorablement durant la seva estada a casa del seu germà a Gneixendorf, malgrat les cures de la seva família. Tenia edemes als peus i es queixava contínuament de set, dolors de ventre i pèrdua de gana. En aquella època va començar la composició de la desena simfonia.
L'1 de desembre de 1826 Beethoven i Karl van tornar a Viena. La pressa de la decisió va determinar que no disposessin d'un transport adequat i només van poder aconseguir un vell carro descobert. El viatge resultà catastròfic per a una persona en l'estat en el qual es trobava: Beethoven portava roba d'estiu i es va veure obligat a passar la nit en una taverna del llogaret amb una habitació que no tenia calefacció ni persianes que el protegissin del fred. Cap a la mitjanit, va patir un calfred febril i començà una tos seca acompanyada de set intensa i forts dolors als costats. El mestre bevia grans quantitats d'aigua gelada que només agreujaven la seva condició. Tanmateix, va aconseguir recuperar-se de la crisi gràcies a l'atenció del doctor Wawruch i va poder arribar a la capital. El 20 de desembre se li van extreure fluids abdominals. Karl va romandre durant tot el mes al seu costat. El jove s'havia reconciliat totalment amb el seu oncle.
Malgrat les cures del metge i l'afecte dels amics, la malparada salut del músic, que havia patit problemes hepàtics durant tota la seva vida, va empitjorar. Aquells últims dies el va acompanyar Franz Schubert, que en realitat no es va atrevir a visitar el mestre, però un amic d'ambdós li va mostrar al moribund les partitures dels seus lieder, que Beethoven va tenir l'oportunitat d'admirar i se li atribueix la frase: "és veritat que en aquest Schubert es troba una espurna divina", recordant el comentari que sobre ell feu Mozart.

### Mort

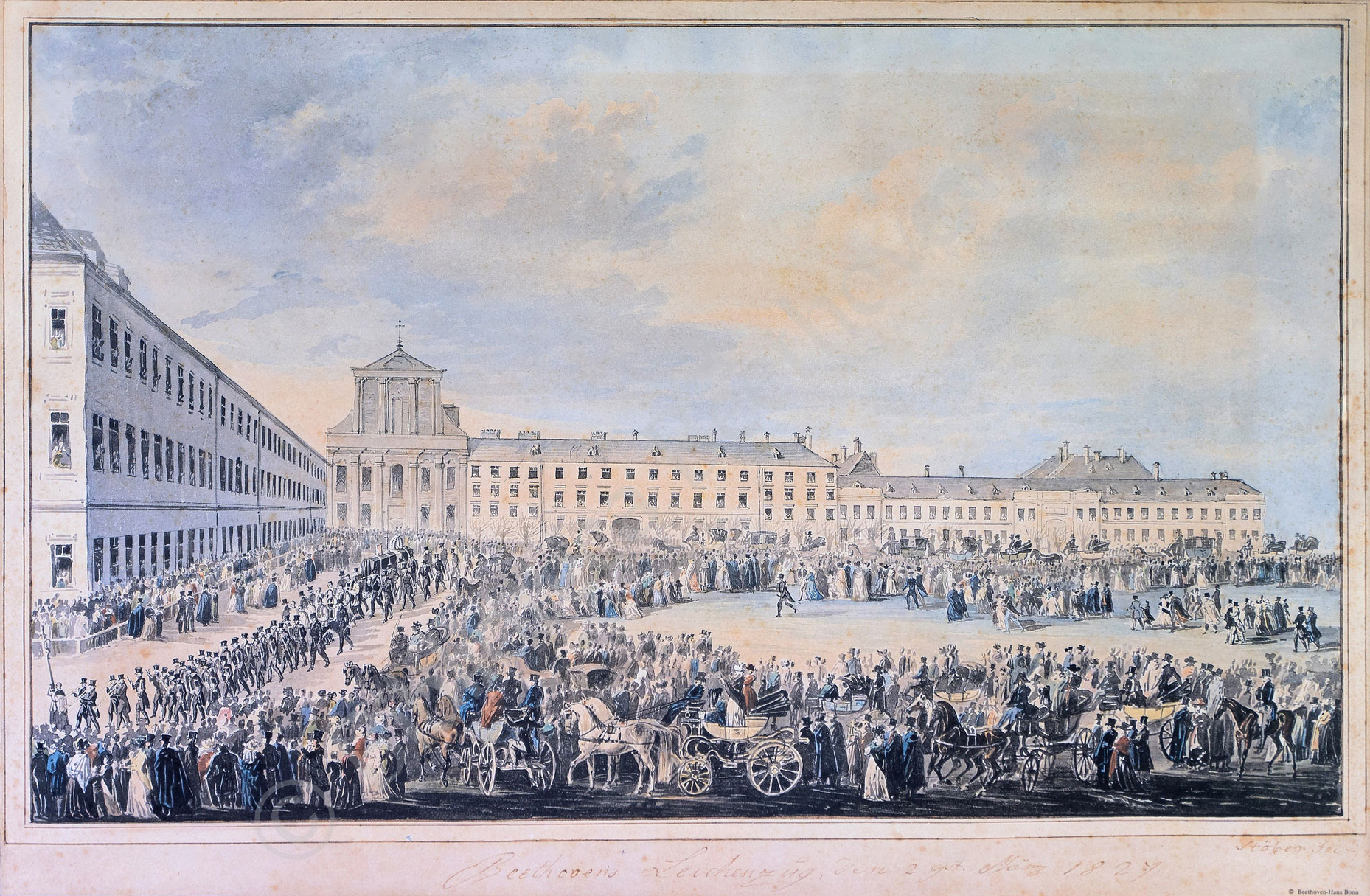
El 29 de març de 1827 es va fer el funeral de Beethoven, al qual van acudir més de 20.000 persones

L'endemà, 24 de març de 1827, Beethoven rep l'extremunció i la comunió segons el ritu catòlic, tot i que les creences personals de Beethoven van ser molt poc ortodoxes. Aquella mateixa tarda entra en coma però no es va tornar a despertar fins a dos dies més tard. El seu germà Nikolaus Johann, la seva cunyada i el seu admirador incondicional Anselm Hüttenbrenner el van acompanyar en el moment del seu traspàs, que tingué lloc el 26 de març a casa seva, situada al carrer Schwarzspanierstrasse de la capital vienesa (carrer que encara avui conserva el mateix nom), en un immoble que havia estat fins a finals del s. XVIII el Monestir dels benedictins de Montserrat, coneguts allí pels Schwarzspanier (els espanyols negres, pel color dels seu hàbit), per diferenciar-los dels Weisspaniers (els espanyols blancs, els trinitaris, l'hàbit dels quals era blanc).

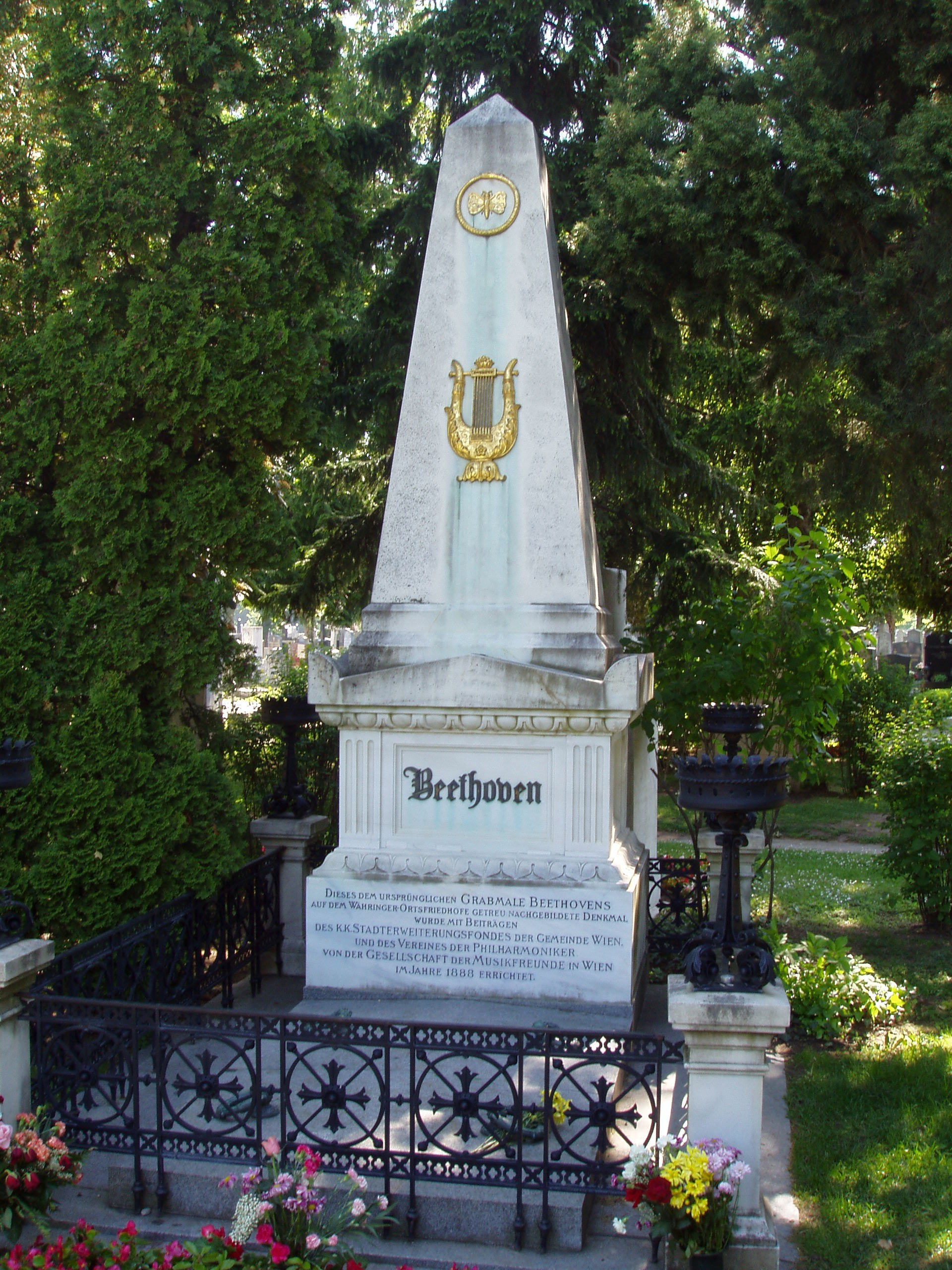
Tomba de Beethoven al cementiri de Währing, ara Schubert Park

Tres dies després de la seva mort, el 29 de març, va tenir lloc el funeral. Es va celebrar a l'església de la Santa Trinitat, a prop del domicili de Beethoven, i s'hi va interpretar el Rèquiem de Wolfgang Amadeus Mozart. Hi van assistir més de 20.000 persones, entre les quals es trobava Schubert, gran admirador seu. L'actor Heinrich Anschütz va llegir l'oració fúnebre, que va ser escrita pel poeta Franz Grillparzer, a les portes del cementiri de Währing, ara Schubert Park.
Al seu escriptori de treball es va trobar el testament de Heiligenstadt, redactat el 1802, en què explica als seus germans el perquè de la seva profunda amargor. També es va trobar l'esmentada esquinçadora carta d'amor dirigida a la seva "estimada immortal" que anomena "el meu àngel, el meu tot, el meu mateix jo".

## Obra

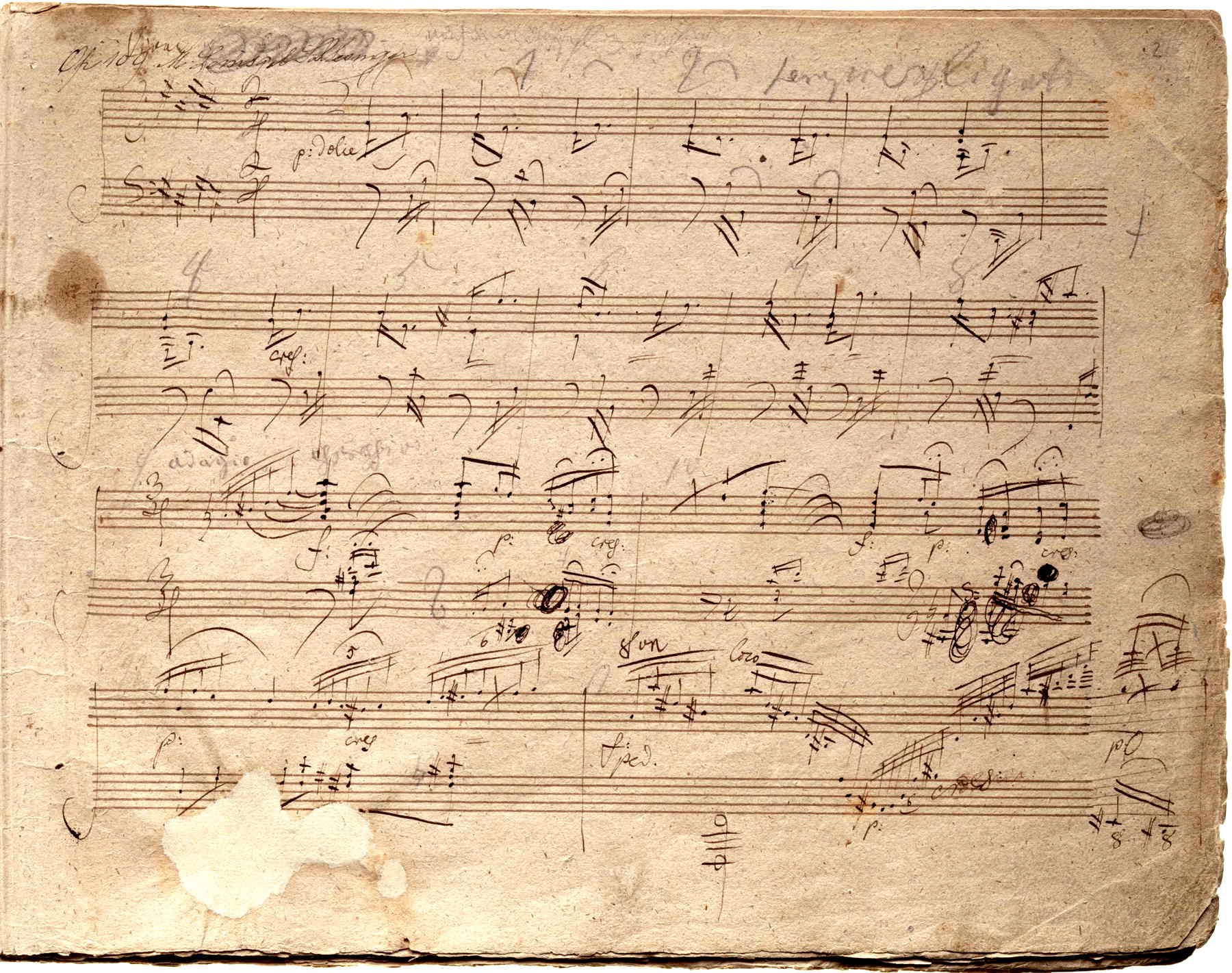
Sonata per a piano op. 19

Beethoven és un dels més grans i admirats compositors de tots els temps i se'l considera com el principal precursor de la transició del classicisme al romanticisme. La llista d'obres n'és molt extensa. Podem destacar-ne:
- 9 simfonies
- 5 concerts per a piano
- Un concert per a violí
- Un triple concert per a violí, violoncel i piano
- 32 sonates per a piano
- 10 sonates per a violí i piano
- 5 sonates per a violoncel i piano
- 16 quartets de corda
- 7 trios per a piano
- 5 trios de corda
- La Missa en do major
- La Missa Solemnis
- L'oratori Crist en el Mont de les Oliveres
- L'òpera Fidelio
- El ballet Les criatures de Prometeu

La seua obra es pot dividir en tres períodes:
- Període 1770-1800: sotmetiment a les formes clàssiques.

Fins al 1800, les seves obres no es distingeixen, formalment, de les de Haydn i de Mozart, però tenen trets originals molt característics; les obres més destacables són les primeres sonates per a piano, els dos primers concerts per a piano i orquestra, la primera simfonia, els quartets opus 18, i el cèlebre Septet opus 20. Cap a la fi d'aquesta època se li manifestà la sordesa, que acabà esdevenint total.
- Període 1801-1814: continguts expressius densos i canvis bruscos de tonalitat.

En la segona etapa reformà l'estructura clàssica de la simfonia, substituint el minuet per un scherzo que permetia una major llibertat en la composició. És el moment de les simfonies tercera a la vuitena, del seu Concert per a violí, dels tres darrers per a piano i orquestra, dels tres quartets Rassumovski, opus 59, i de l'òpera Fidelio. D'aquesta època, són també algunes de les seves sonates més famoses: l'Appassionata, opus 57, per a piano, i la Sonata a Kreutzer, opus 47, per a violí i piano.
- Període 1815-1827: absoluta llibertat melòdica i formal.

En l'última fase de la seva vida, creà les darreres sonates per a piano, com l'Hammerklavier, opus 106, els últims quartets, la Gran Fuga per a corda, opus 133, la Missa Solemnis en re major i la Novena Simfonia, en l'últim moviment de la qual introdueix, per primer cop, la veu humana (amb text de Schiller). La seva influència sobre generacions venidores fou inesborrable, car promogué la transformació de la música occidental, de la qual és, potser, el compositor més representatiu.
També va compondre nombrosos lieder, amb textos de diversos autors, com Goethe i Schiller, als quals va conèixer personalment. Goethe va dir de Beethoven: "Ha sabut penetrar fins al més fons de les meves intencions amb autèntic talent, digne de la més gran admiració".

## Enllaços d'àudio
- Simfonia núm. 5, primer moviment (?·pàg.).
- Simfonia núm. 9, quart moviment Himne a l'alegria (?·pàg.).